# Hojjatollah Vaezi
Hojjatollah Vaezi, född 27 mars 1977, är en iransk bågskytt. Han deltog vid olympiska sommarspelen 2008.